# (5783) Kumagaya
(5783) Kumagaya est un astéroïde de la ceinture principale.

## Description
(5783) Kumagaya est un astéroïde de la ceinture principale. Il fut découvert le 5 février 1991 à Okutama par Tsutomu Hioki et Shuji Hayakawa. Il présente une orbite caractérisée par un demi-grand axe de 2,25 UA, une excentricité de 0,03 et une inclinaison de 5,8° par rapport à l'écliptique.

## Compléments